# Теобальд III (граф Шампанський)
Теобальд III (*Thibaut III, 13 травня 1179  —24 травня 1201) — граф Шампанський (1197—1201). Представник Блуаського дому. Батько наваррського короля Теобальда I.

## Біографія
Походив з роду Блуа-Шампань. Другий син Генріха I, графа Шампані і Брі, та Марії Капет (доньки Людовика VII, короля Франції). В 1181 році після смерті  батька успадкував сеньйорію Вітрі.
У 1197 році після раптової смерті старшого брата Генріха II в Єрусалимському королівстві успадкував графства Шампань і Брі. 1198 року домовився з королем Філіппом II Августом щодо прав жидів та домовлено, що останній сплатить борги Теобальду III. Того ж року було оголошено про початок нового хрестового походу проти мусульман.  В 1199 році на зібрання хрестоносців Теобальда III визнано очільником нового походу до Палестини.
Помер у 1201 році перед початком походу. Володіння успадкував син Теобальд, що народився вже після смерті графа.

## Родина
Дружина — Бланка, донька Санчо VI , короля Наварри
Діти:
- Теобальд (1201—1253), граф Шампані та король Наварри
- Марія (1200—д/н)